# Devesel
Devesel è un comune della Romania di 3101 abitanti, ubicato nel distretto di Mehedinți, nella regione storica dell'Oltenia. 
Il comune è formato dall'unione di 6 villaggi: Batoți, Bistrețu, Devesel, Dunărea Mică, Scăpău, Tismana.